# Kan'ichi Kurita
Kan'ichi Kurita (栗田貫一, Kurita Kan'ichi), né le 3 mars 1958 à Tokyo, est un imitateur, comédien et seiyū japonais.
Il est connu pour être la nouvelle voix japonaise de Lupin III depuis le décès de Yasuo Yamada.

## Doublage

### Animation
- Arsène Lupin III (depuis 1995)

### Films d'animation
- Adieu, Nostradamus ! : Lupin III
- Mort ou vif : Lupin III
- Lupin III: The First : Lupin III

### Téléfilms d'animations et OAV
- Le Dragon maudit : Lupin III
- Le Trésor d'Harimao : Lupin III
- Le Secret du Twilight Gemini : Lupin III
- In Memory of the Walther P38 : Lupin III
- Tokyo Crisis : Lupin III
- Fujiko's Unlucky Days : Lupin III
- One Dollar Money Wars : Lupin III
- Alcatraz Connection : Lupin III
- First Contact - Episode 0 : Lupin III
- Return of Pycal : Lupin III
- The Big Operation to Return the Treasures : Lupin III
- Stolen Lupin - Copycat is the Midsummer Butterfly : Lupin III
- Angel Tactics - A Piece of Dream With a Scent Of Murder : Lupin III
- Seven Days Rhapsody : Lupin III
- Green vs Red : Lupin III
- Kiri no Elusive : Lupin III
- Sweet Lost Night - Maho no Lamp wa Akumu no Yokan : Lupin III
- Lupin III vs Détective Conan : Lupin III
- The Last Job : Lupin III
- Lupin III : Chi no Kokuin Eien no Mermaid : Lupin III

## Doublage de films étrangers
- Bernard et Bianca au pays des kangourous : Joanna